# Grève générale expropriatrice
La grève générale expropriatrice ou grève gestionnaire est un concept syndicaliste révolutionnaire et anarcho-syndicaliste de stratégie de rupture avec le capitalisme,,.
Il désigne un mouvement social, une cessation collective, volontaire et concertée du travail, par lequel les travailleurs en situation de grève générale, en plus de se croiser les bras, exproprient les propriétaires du capital pour relancer en autogestion la production et organiser la distribution des biens et des services.

## Définitions

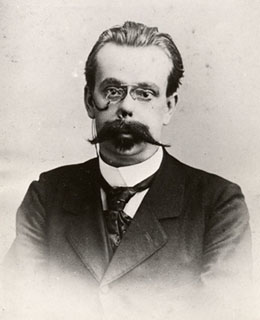
Fernand Pelloutier vers 1890.

La grève générale expropriatrice est au centre de la stratégie du syndicalisme révolutionnaire définie par la Confédération générale du travail à la fin du XIXe et au début du XXe siècle. Elle est considérée comme la perspective et le prolongement de la politique d'action directe.
Pour Fernand Pelloutier, secrétaire général en 1895 de la Fédération des Bourses du travail, c'est avant tout une méthode de lutte, la grève générale expropriatrice « sera un mouvement, sinon violent, du moins actif, tendant à annihiler la résistance du capitalisme et de ses moyens de coercition : pour cela, il évitera de prendre la forme d'une insurrection, trop facilement réductible militairement, ou d'une épreuve de force financière qui verrait nécessairement la défaite du prolétariat. Elle ne débouchera pas sur un pouvoir socialiste, mais sur une société de type absolument nouveau, reposant sur la libre association de producteurs. C'est que la grève générale devant être une révolution de partout et de nulle part, la prise de possession des instruments de production devant s'y opérer par quartier, par rue, par maison, pour ainsi dire, plus de constitution possible d'un « gouvernement insurrectionnel » d'une « dictature prolétarienne », plus de « foyer » à l'émeute, plus de « centre » à la résistance ; l'association libre de chaque groupe de boulangers dans chaque boulangerie ; de chaque groupe de serruriers dans chaque atelier de serrurerie ; en un mot, la production libre. »,
Émile Pouget voit dans la grève générale, qu'il appelle grève générale expropriatrice, « l'unique moyen pour renverser l'ordre capitaliste et gouvernemental ».
Selon l'Encyclopédie anarchiste : « C'est la cessation concertée, collective et simultanée du travail par tout le prolétariat d'un pays. Elle a pour but : de marquer l’arrêt total et la fin de la production en régime capitaliste ; de permettre à ce prolétariat de s’emparer des moyens de production et d’échange et de propagande ; de remettre en marche tout l’appareil de production et d’échange pour le compte de la collectivité affranchie ; d’abattre le pouvoir étatique et d’empêcher l’instauration de tout pouvoir nouveau. La grève générale expropriatrice, premier acte révolutionnaire, sera nécessairement violente. Elle peut être décrétée par les Syndicats soit : pour déclencher eux-mêmes l’action révolutionnaire ; pour répondre à un coup de force politique de droite - ou de gauche ; pour répondre à une tentative fasciste de prise du pouvoir. La grève générale expropriatrice est une arme spécifiquement syndicaliste. Elle ne peut être maniée par aucun groupement politique. »
Pour Maurice Joyeux, en 1972, « C’est l’instant où, de grève revendicative, de grève de refus, la grève doit devenir expropriatrice puis gestionnaire. C’est l’instant où les usines doivent se remettre à tourner sans leur direction et sous le contrôle des organisations syndicales, des comités d’entreprises, des conseils d’ouvriers, la manière importe peu. C’est l’instance de la chance révolutionnaire ».

## Éléments historiques

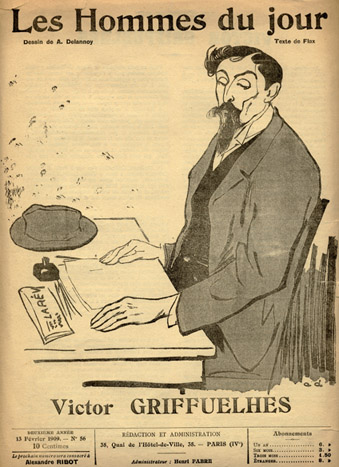
Victor Griffuelhes, Les Hommes du jour, 1909.

- Après le massacre de Haymarket Square en 1886, la Journée internationale des travailleurs pour la journée de huit heures, s’impose en France dès 1890, en tant que figure de la grève générale expropriatrice[12],[13],[14].

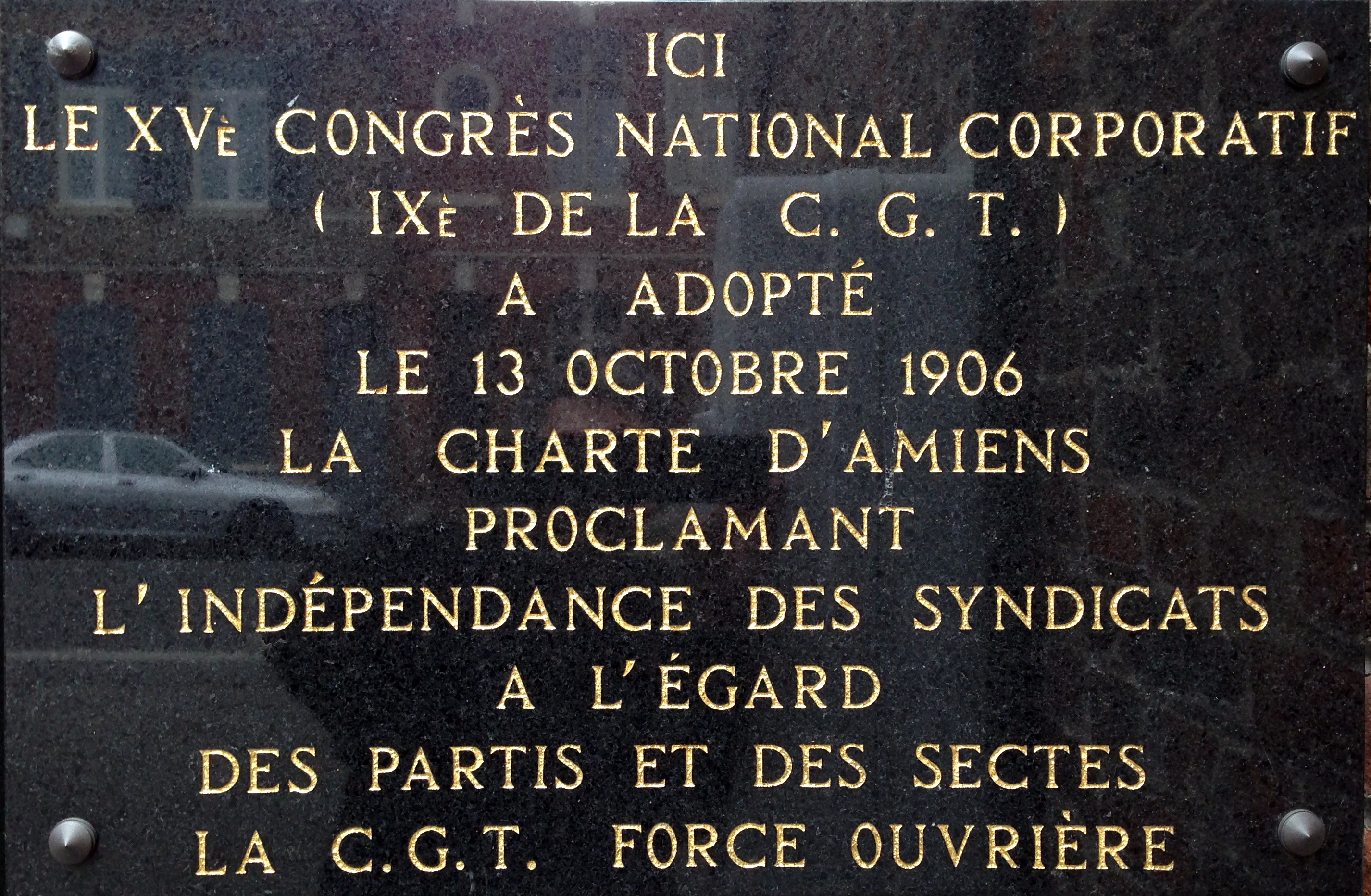
Plaque commémorant l'adoption de la Charte d'Amiens, le 13 octobre 1906, à l'entrée de l’École publique du Faubourg de Noyon, rue Rigollot à Amiens.

- En 1906, lors de son congrès la CGT adopte la Charte d'Amiens, motion rédigée par Victor Griffuelhes et Émile Pouget. En plus de l'affirmation de l'indépendance totale envers les partis politiques, l'organisation y définit ce qu'est sa vision du syndicalisme : « d'une part il prépare l'émancipation intégrale, qui ne peut se réaliser que par l'expropriation capitaliste, et d'autre part, il préconise comme moyen d'action la grève générale et il considère que le syndicat, aujourd'hui groupement de résistance, sera, dans l'avenir, le groupe de production et de répartition, base de réorganisation sociale »[15],[16].

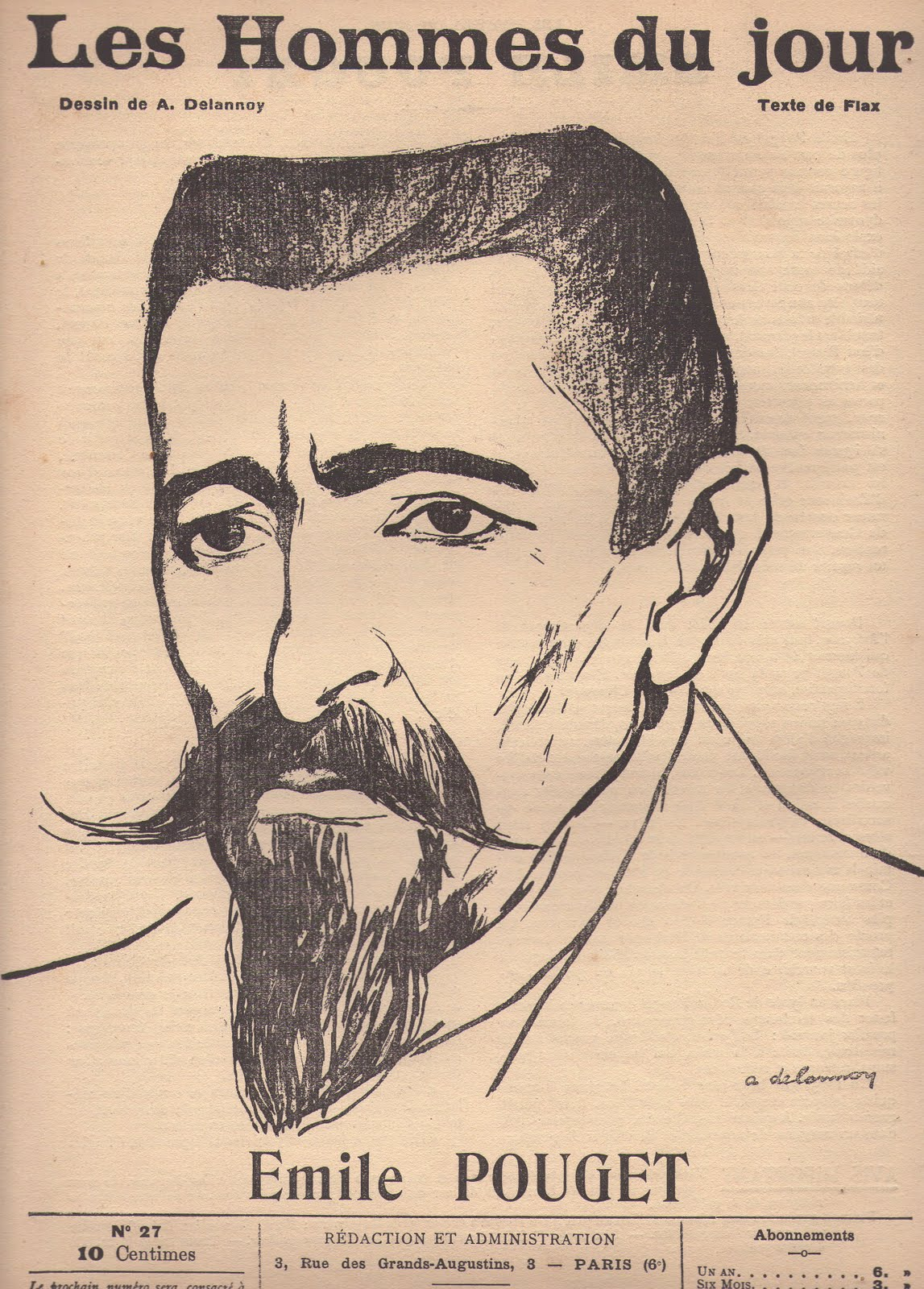
Émile Pouget, Les Hommes du jour, 1908.

- En 1907, lors du Congrès anarchiste international d'Amsterdam, Henri Fuss, membre de la délégation belge et cheville ouvrière de la Confédération générale du travail (belge) prend la parole : « Nous luttons contre la bourgeoisie, c'est-à-dire contre le capital et contre l'autorité. C'est là la lutte de classe; mais à la différence des luttes politiques, celle-ci s'exerce essentiellement sur le terrain économique, autour de ces ateliers qu'il s'agira de reprendre demain. Le temps n'est plus où la révolution consistait à mettre la main sur quelques hôtels-de-ville et à décréter, du haut d'un balcon, la société nouvelle. La révolution sociale à laquelle nous marchons consistera dans l'expropriation d'une classe. Dès lors, l'unité de combat n'est plus, comme autrefois, le groupe d'opinion, mais le groupe professionnel, union ouvrière ou syndicat. Celui-ci est l'organe le mieux approprié à la lutte de classe. L'essentiel est de l'orienter progressivement vers la grève générale expropriatrice, et c'est à quoi nous convions les camarades de tous les pays »[17],[18].

Une motion en ce sens est approuvée par le Congrès : « Par des grèves généralisées à des localités, à des régions, à des professions entières, on soulèvera progressivement la classe ouvrière et on l'entraînera vers la grève générale expropriatrice qui comprendra la destruction de la société actuelle et l'expropriation des moyens de production et des produits. »,.
- En 1913, la Fédération communiste révolutionnaire anarchiste de langue française (FCRA) adopte un manifeste en 8 points dont un réaffirme que la révolution sociale naîtra de la grève générale expropriatrice.
- En 1922, lors de son congrès fondateur, la Confédération générale du travail unitaire renoue avec le concept, le qualifiant de « premier acte révolutionnaire »[21].

## Tentatives de réalisations locales

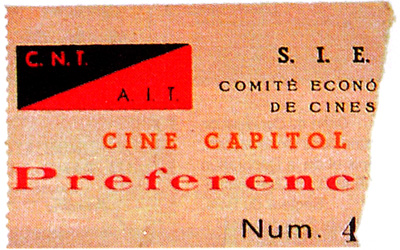
Un ticket pour une séance dans un cinéma collectivisé par la CNT/AIT.

- En 1936-1937, en Catalogne, lors de la révolution sociale espagnole, en réponse à la tentative de coup d'État militaire les 17 et 18 juillet 1936, la Confédération nationale du travail organise la collectivisation et l'autogestion de l'économie dans une perspective de communisme libertaire.
- En juin 1973, en France à Besançon, apprenant la fermeture prochaine de leur entreprise horlogère, les travailleurs de Lip occupent les locaux et mènent une grève qui comprend pour la première fois de l'histoire, une « autogestion » prenant forme lorsque les ouvriers grévistes travaillent à leur propre compte et produisent des montres dans leur usine, avant de les écouler lors de « ventes sauvages ».

## Commentaires
- Selon Hubert Lagardelle en 1905 (pendant sa jeunesse syndicaliste révolutionnaire), « Il n'y a pas opposition fondamentale entre ces deux formes d'action : la grève générale expropriatrice, la grève générale réformiste ; toutes les deux relèvent d'un principe commun : l'action directe de la classe ouvrière »[22].
- Pour le philosophe et journaliste Félicien Challaye en 1907 : « Le Syndicalisme révolutionnaire se présente comme une philosophie de l'action. Ouvriers, les syndicalistes ont bien analysé les caractères de l'action ouvrière ; ils ont su découvrir quelle immense influence les travailleurs peuvent, dès aujourd'hui, exercer sur la société, par leur action directe, syndicale et coopérative. Mais, ignorant la complexité des rapports sociaux et des intérêts nationaux, ils se sont à tort représenté comme possible cette grève générale expropriatrice qui doit leur ouvrir les portes de la société parfaite ; ils ont méconnu le rôle nécessaire de l'État, l'utilité relative de l'action politique ; ils ont cru à tort pouvoir réaliser la paix universelle par la propagande anti-patriotique et antimilitariste. »[23].
- Pour le philosophe Jean-Christophe Angaut en 2009 : « la notion d’action directe, telle qu’elle est élaborée à la fin du XIXe siècle, désigne une action menée directement par ceux qui sont concernés, indépendamment de toute médiation étatique (par exemple une grève générale expropriatrice, menée par les intéressés et qui consiste à mettre directement en place un autre mode de production, est une action directe ; un assassinat qui prétend défier le pouvoir d’État pour en préparer la conquête n’est pas une action directe). »[24]
- En 1990, évoquant le local de la Confédération nationale du travail espagnole à Paris, Étienne Roda-Gil écrit : « C’était il y a longtemps, les années 50-60, et dans la bouche des hommes et des femmes jeunes ou vieux qui fréquentaient cet endroit, le mot Staline signifiait ordure. C’était la maison commune de toutes les espérances du mouvement ouvrier des XIXe et XXe siècles, de ses alliés intellectuels dévoyés qui, de par le monde, avaient fondé une vision pratique de l’avenir sur la fin de tous les pouvoirs, avec pour seule arme la solidarité et pour unique stratégie la grève générale insurrectionnelle et expropriatrice débouchant sur l’autogestion… »[25]

### Iconographie
- Fédération anarchiste, Grève générale expropriatrice et autogestionnaire, 2010, Fédération internationale des centres d'études et de documentation libertaires.